# Greatwood, Texas
Greatwood là một nơi ấn định cho điều tra dân số (CDP) thuộc quận Fort Bend, tiểu bang Texas, Hoa Kỳ. Năm 2010, dân số của nơi này là 11538 người.

## Dân số
- Dân số năm 2000: 6640 người.
- Dân số năm 2010: 11538 người.